# Анга-Роа
Анга-Роа или Ханга-Роа (исп. Hanga Roa [ˈ(x)aŋɡa ˈro.a]; рапан. Haŋa Roa [ˈha.ŋa ˈɾo.a]) — город, административный центр и единственный постоянный населённый пункт острова Пасхи. Анга-Роа — один из самых отдалённых городов мира.
Население города составило в 2017 году 7322 жителя, тогда как всего на острове проживало 7750 человек.
Анга-Роа лежит в юго-западной части острова. Главная улица носит имя одного из первых вождей острова — Атаму Текена, памятник которому установлен в небольшом парке в центре города (до 1998 года именовалась в честь чилийского моряка и исследователя Поликарпо Торо). Дома в городе не пронумерованы, поэтому все письма поступают на местную почту. Почти все дороги заасфальтированы.

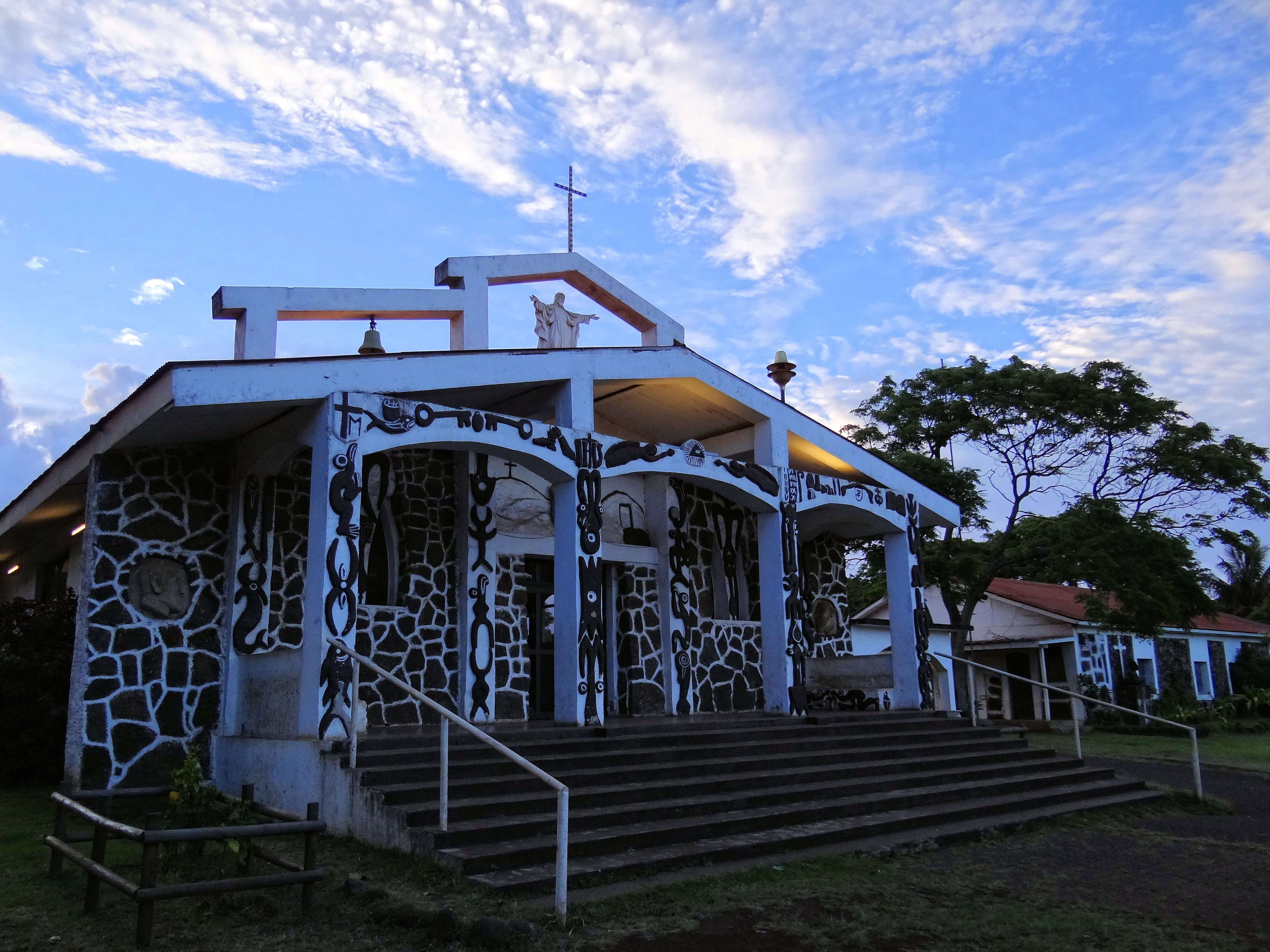
Церковь Воздвижения Креста Господня. Фото 2013 г.

В городе расположены: около тридцати отелей, два банка, два рынка (в том числе — ремесленной продукции), супермаркет, почта, библиотека. Имеется многофункциональный стадион («Estadio de Hanga Roa» — «Стадион Анга-Роа»), рассчитанный на две с половиной тысячи зрителей. Действуют Музей антропологии имени о. Себастьяна Энглерта и католическая церковь Воздвижения Креста Господня. В черте города расположен Международный аэропорт Матавери, из которого осуществляются полёты на самолётах авиакомпании «LAN Airlines» в Сантьяго (Чили) и Папеэте (Таити, Французская Полинезия). Также имеются два порта: один — для местного транспорта, другой — для крупных туристических судов.